# チェロソナタ第3番 (ベートーヴェン)
チェロソナタ第3番（チェロソナタだいさんばん）イ長調 作品69 は、ルートヴィヒ・ヴァン・ベートーヴェンが1808年に完成させたチェロソナタである。

## 概要
ベートーヴェンが最も情熱を注いだピアノなどとは異なり、チェロには格別の演奏技術はなかった。しかしチェロの名手との交流があり、デュポール兄弟などとの親交が動機となっている。チェロソナタ作曲史上「チェロの新約聖書」とされ、多くのチェロ奏者にとって大切なレパートリーとなっている。
ベートーヴェンは作品5の2曲、作品69、作品102の2曲のチェロソナタ5曲を作曲している。初期に作品が集中したヴァイオリンソナタとは異なり、チェロソナタに初期、中期、後期の各形式を代表するような傑作を遺している。ベートーヴェン作の室内楽曲の中で、この5曲は弦楽四重奏曲に次ぐ成功を収めたと評価され、室内楽作品全体を理解する上でこの5曲は重要である。
5曲のチェロソナタのうち、最も広く知られているのがこの作品69の第3番である。交響曲第5番・第6番、ピアノ協奏曲第5番などと同時期に作曲されたこの曲は、ベートーヴェン中期の「傑作の森」を代表する室内楽曲であり、大変充実した内容を持つ。
遺品のスケッチにより、この第3番は元々はト長調の「ピアノとヴァイオリンのための大ソナタ」として構想されていたことが判明した。
本作以前のチェロソナタは、実質的には「チェロ伴奏付きのピアノソナタ」であったが、チェリストのスティーヴン・イッサーリスは、本作品によって歴史的に初めてチェロはピアノと対等な役割を与えられたと説明している。
チェロの取り扱いは以前の作品5に比べ飛躍的に大胆になり、チェロ本来の低音とカンタービレの能力を生かしながら、高音なども積極的に用いていて、従来のチェロ作品よりもチェロの持つ可能性を大きく拡張したものになっている。一方でピアノもオクターブ重複など豪快かつ自由な歌いをしながらも、チェロの進行を乱すことはない。作曲技法においても、チェロとピアノの両手による精緻な対位法的処理が随所に用いられるなど、この時期のベートーヴェンの作曲技法の高さを示している。
全5曲中この作品を含めて4曲が緩徐楽章を欠いているが、こうした構成はベートーヴェンではピアノソナタや交響曲などにもよく見られる。

## 曲の構成
- 第1楽章 アレグロ・マ・ノン・タント
イ長調、2分の2拍子、ソナタ形式。

チェロが雄大なイ長調の第1主題を奏し、ピアノもそれを受けて曲は始まる。ホ短調の第2主題はチェロ、ピアノの両手による調性を変えながらの3声の対位法によって展開される。この辺りのチェロの扱いは作品5におけるそれよりも大きく進歩していて、チェロはもはやピアノの伴奏ではなく独立した地位を与えられている。
展開部においても、チェロとピアノの有機的な関係が示される。再現部を経て、第1主題の動機を用いたコーダが始まる。ここではベートーヴェンが得意とした動機圧縮の手法が用いられ、曲は盛り上がりを強め、チェロとピアノが第1主題を奏した後にチェロの旋律で曲を閉じる。

- 第2楽章 スケルツォ：アレグロ・モルト
イ短調、4分の3拍子、A-B-A-B-A形式。
ピアノがかなり鋭く用いられた勢いのあるスケルツォと、明るいトリオによる。

- 第3楽章 アダージョ・カンタービレ - アレグロ・ヴィヴァーチェ
ホ長調 - イ長調、4分の2拍子 - 2分の2拍子、ソナタ形式。
優美で、大らかなアダージョ・カンタービレのホ長調の序奏部から始まり、ここではチェロのソステヌートの能力が存分に発揮されている。イ長調の属七の和音から雰囲気が変わり、チェロが軽やかな第1主題を奏でる。ここからがイ長調の2分の2拍子に変わり、アレグロ・ヴィヴァーチェのソナタ形式の提示部であり、ピアノも加わって主題は大きな盛り上がりを見せる。
短い展開部と公式通りに進行する再現部を経てコーダに至る。コーダではピアノの華々しい旋律が大きくクレッシェンドして  になり、爆発的なクライマックスを合奏で演奏した後、チェロとピアノの前進を経て終止和音で堂々と全曲を終わる。

## 本楽曲が使用された作品
- 名探偵コナン 戦慄の楽譜 - 2008年公開の日本のアニメーション映画。